# Белинда (ТВ серија)
Белинда (шп. Belinda) је мексичка теленовела, продукцијске куће TV Azteca, снимана 2004.
У Србији је приказивана током 2005. и 2006. на телевизији Пинк.

## Синопсис
На дан мајчине смрти, Белинда сазнаје да њени родитељи никада нису били венчани. Њен отац Роберто жени се Лукресијом. Белинда живи са њима, али то не одговара Лукресији и њеној кћерки Анабели и њих две се труде да је отерају. Убрзо, Роберто сазнаје да болује од рака и покушава да уведе Белинду у породични посао. Али, Лукресија и њен љубавник Адолфо планирају да је потпуно искључе из посла након Робертове смрти. Рикардо, Адолфов син, заљубљује се у Белинду одмах чим се упознају. Она то игнорише јер се Рикардо забавља са њеном полусестром Анабелом. Рикардо покушава да оконча везу са Анабелом, али га она уцењује и он мора да се ожени њоме.
Кад Роберто умре, Лукресија жели његово богатство само за себе и размишља шта да учини да Белинда нестане. После одласка са очевог имања, Белинди је једина подршка Густаво, пријатељ из детињства, који је одувек заљубљен у њу. Она проналази посао у великој фирми и чека је сјајна каријера. Посао јој иде добро и ускоро постаје веома богата и одлучна да врати оно што јој припада, очеву фирму и имање. Густаво јој изјављује љубав и проси је. Али, у њен живот се враћа и Рикардо, који се коначно ослободио Анабеле …

## Улоге
| Глумац:            | Улога:                         |
| ------------------ | ------------------------------ |
| Маријана Торес     | Белинда Арисмеди               |
| Леонардо Гарсија   | Рикардо                        |
| Тамара Монсерат    | Анабела Арисмеди               |
| Габријела Вергара  | Белинда Ромеро Кристина Ромеро |
| Себастијан Лигарде | Адолфо                         |
| Ектор Бониља       | Роберто                        |
| Едуардо Викторија  | Пабло                          |
| Родриго Качеро     | Густаво                        |
| Лаура Падиља       | Рената                         |
| Карлос Мата        | Алфонсо Ривас                  |
| Алберто Касанова   | Ернесто                        |
| Кармен Делгадо     | Гарденија                      |
| Тамара Гузман      | Селадора                       |
| Алехандра Хајди    | Тересита                       |
| Марија Ребека      | Пати                           |